# مادره‌دو
مادره‌دو (پرتغالی: Madredeus) نام یک گروه موسیقی پرتغالی است که تاکنون بیش از ۳ میلیون نسخه از آلبوم‌های خود را در سرتاسر جهان به فروش رسانده‌اند.
«مادره‌دو»، موسیقی سنتی پرتغال (و به‌ویژه فادو را) با موسیقی فولکلور مدرن تلفیق می‌کند. اشعار ترانه‌های این گروه موسیقی اغلب غم‌انگیز و محزون است و دربارهٔ دریا، سفر یا تنهایی است و به نوعی ادامه‌دهندهٔ سنتی در موسیقی است که به قرون وسطی بازمی‌گردد. 